# Galeryjka

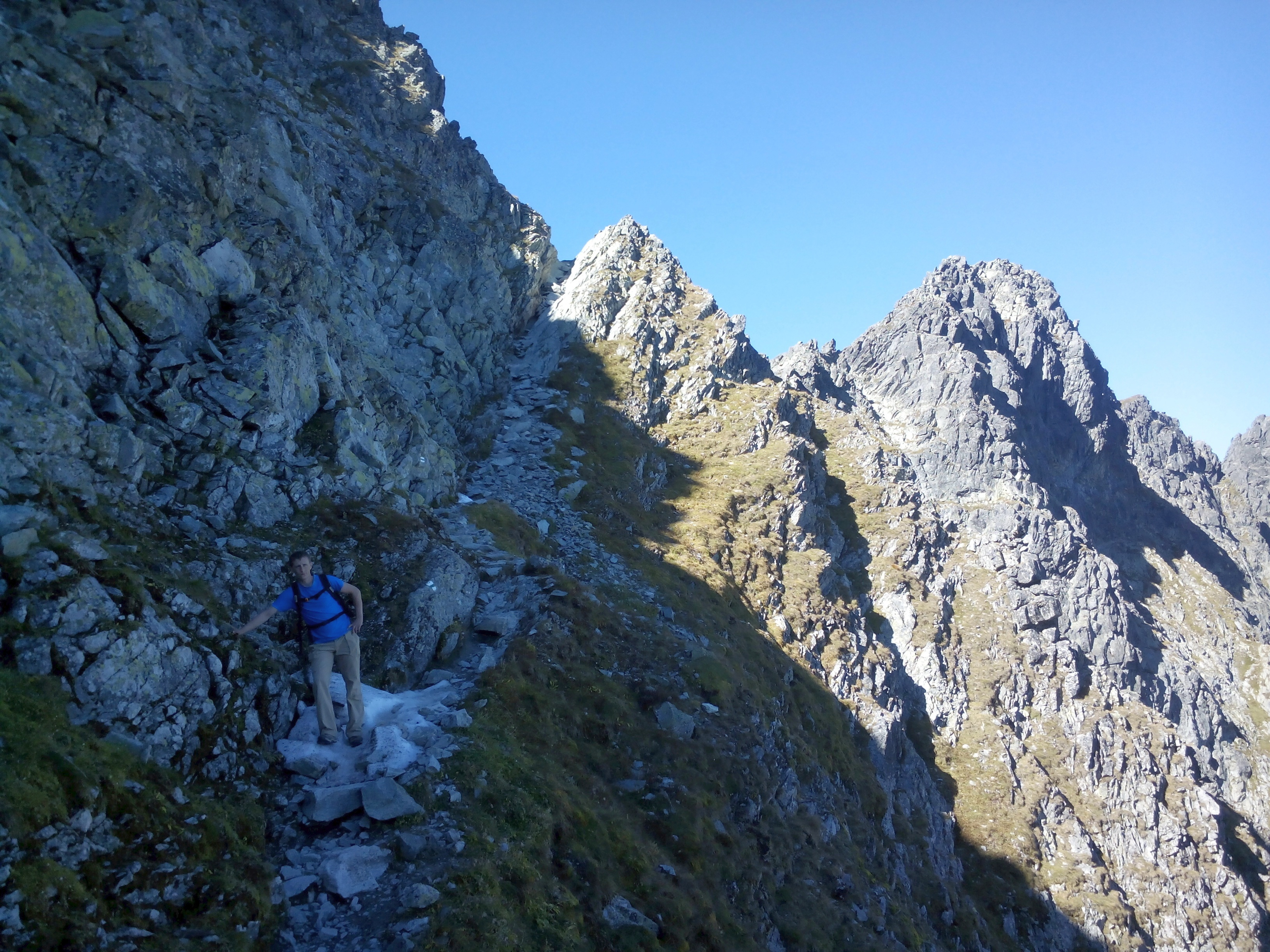
Galeryjka

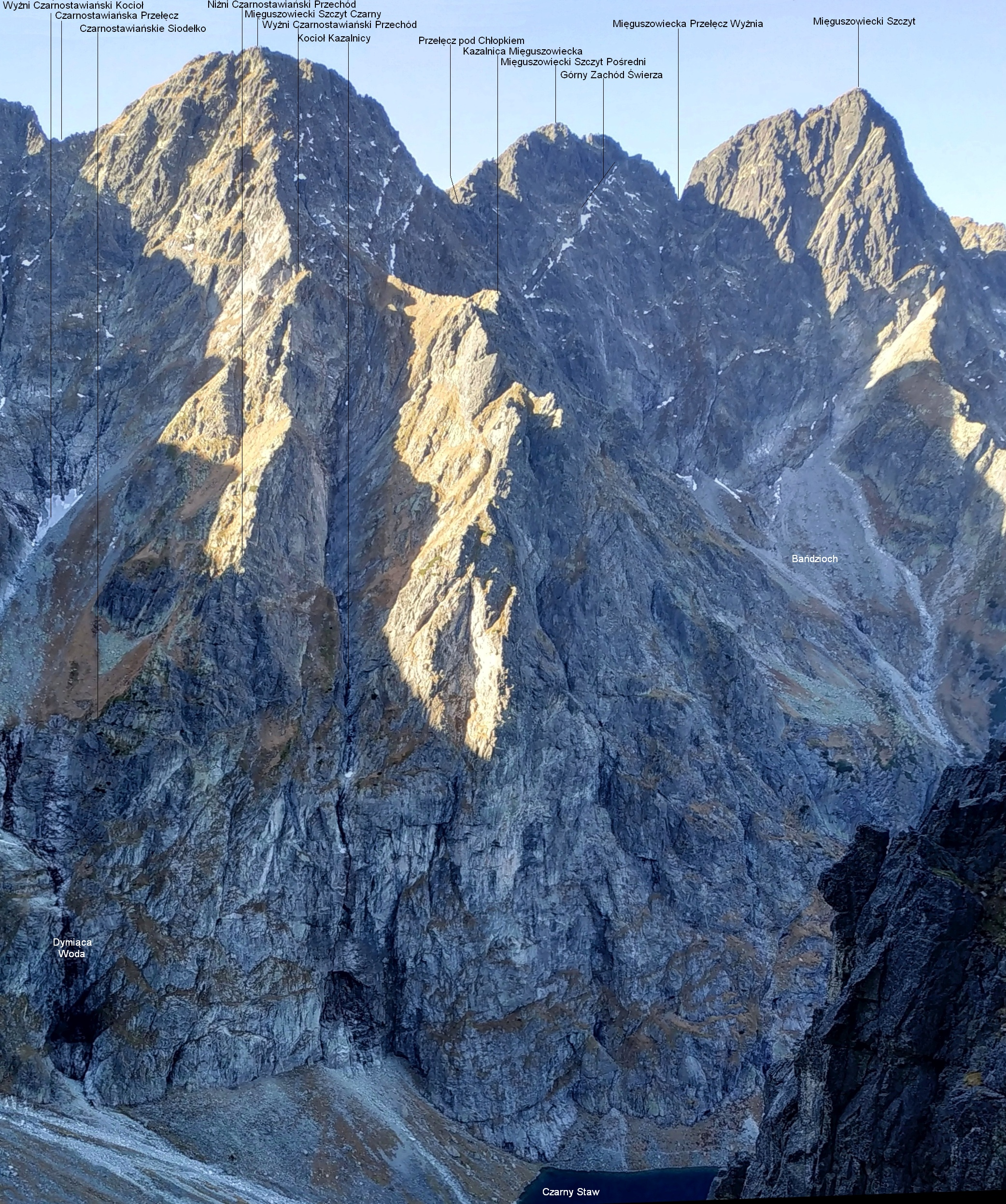
Galeryjka widoczna powyżej Kazalnicy

Galeryjka – wielki zachód skośnie przecinający północną ścianę Mięguszowieckiego Szczytu Czarnego w polskich Tatrach Wysokich. Prowadzi nim znakowany szlak turystyczny na Przełęcz pod Chłopkiem. W XIX wieku była to perć tylko dla taternickiej elity. Franciszek Henryk Nowicki  pisał: przepyszne przejście, prawdziwa kozia droga. Przejście to opisywał także Stanisław Witkiewicz w książce Na przełęczy i Kazimierz Przerwa-Tetmajer w Legendzie Tatr.
Galeryjka jest eksponowana i nie posiada sztucznych ułatwień (łańcuchów, klamer). W razie oblodzenia jest niebezpieczna. Przecinają ją taternickie drogi wspinaczkowe. Skały powyżej Galeryjki są jednak silnie zerodowane (kruszyzna) i taternicy bywają tutaj częściej zimą, niż latem.

## Szlak turystyczny
Czarny Staw – Bańdzioch (Koleba pod Chłopkiem) – Siodło za Kazalnicą – Galeryjka – Przełęcz pod Chłopkiem. Czas przejścia: 2:30 h, ↓ 2 h.